# Freguesia de Montemor-o-Velho
Montemor-o-Velho és una freguesia portuguesa del municipi de Montemor-o-Velho, amb 24,82 km² d'àrea i 2,853 habitants (2001). Densitat: 114,9 hab/km².

## Patrimoni
- Església de Nossa Senhora dos Anjos, claustre de Diogo de Azambuja
- Castell de Montemor-o-Velho, i Església de Santa Maria da Alcáçova
- Presa de Regadiu del Poço de Cal
- Capella de la Misericórdia de Montemor-o-Velho
- Teatre Ester de Carvalho o Antic Teatre Infante D. Manuel
- Església de São Martinho (Montemor-o-Velho) o Església Matriu de Montemor-o-Velho
- Solar dels Alarcões